# Sonda Bracewell
Una sonda Bracewell es un concepto hipotético para una sonda espacial interestelar autónoma despachada con el expreso propósito de comunicarse con una o más civilizaciones alienígenas. Fue propuesto por Ronald N. Bracewell en un artículo de 1960, como una alternativa a la radio comunicación interestelar entre civilizaciones ampliamente separadas.

## Descripción
Una sonda Bracewell sería construida como una sonda espacial interestelar robótica con un alto nivel de inteligencia artificial, y toda la información relevante que la civilización que la construye podría desear comunicar a otra cultura. Esta sonda buscaría civilizaciones tecnológicas o, en forma alternativa, monitorearía planetas donde existe la posibilidad del surgimiento de civilizaciones tecnológicas, y se podría en contacto con estas a "cortas" distancias (cuando se compara a las distancias interestelares entre mundos habitados) una vez que la civilización descubierta reúna los criterios de contacto preestablecidos. Daría a conocer su presencia, conversaría con la cultura contactada y presumiblemente comunicaría los resultados de su encuentro a su lugar de origen. En esencia, tales sondas actuarían como un representante local autónomo de su civilización madre y actuarían como un punto de contacto entre las dos culturas involucradas.
Dado que una sonda Bracewell puede comunicarse mucho más rápido, sobre cortas distancias, y por períodos de tiempo más largos, se podría comunicar con culturas alienígenas más eficientemente que lo que se podría lograr son con el intercambio de mensajes de radio. La desventaja de esta opción es tales sondas no podrían comunicar nada que no estuviera en sus bancos de datos, ni tampoco sus criterios o políticas de contacto podrían ser fácilmente actualizadas por su "base de operaciones".
Mientras que una sonda Bracewell no necesita ser una sonda von Neumann, los dos conceptos son compatibles, y un dispositivo autoreplicante como el propuesto por von Neumann aceleraría grandemente la búsqueda de civilizaciones extraterrestres por parte de esta.
También es posible que tal sonda (o sistema de sondas si es lanzada como una sonda autoreplicante) puede durar más tiempo que la civilización que la creó y lanzó.
Existen algunos esfuerzos desarrollados bajo los proyectos SETA y SETV para detectar evidencia de visitas realizadas a nuestro sistema solar por sondas semejantes, y para transmitar hacia ellas o activarlas si es que yacen dormidas en el espacio local. Variaciones en los tiempos de retraso de los ecos de las radiotransmisiones, conocidos como ecos de retraso largo, o LDE (por las siglas en inglés de: Long Delayed Echo), también han sido interpretados como evidencia de la existencia de tales sondas.
Se ha sugerido que el 1991 VG, un objeto peculiar cercano a la Tierra, es un candidato a ser una sonda Bracewell enviada por una civilización extraterrestre.

## Ejemplos ficticios
- En la novela Las fuentes del paraíso de Arthur C. Clarke la sonda extraterrestre Starglider es un ejemplo de una sonda Bracewell. En el relato El centinela de Clark adaptado para el cine en la película 2001: Una Odisea Espacial, el 'Monolito' parece ser una sonda Bracewell colocada en la luna para asegurarse que solo una civilización capaz del vuelo espacial podría descubrirla.
- Planeta extraterrestre es un especial de 94 minutos de duración que transmitió Discovery Channel en el año 2005 acerca de dos sondas robóticas, construidas internacionalmente, y su nave madre, las que buscan vida extraterrestre en un planeta ficticio llamado Darwin IV.
- En el episodio de Star Trek: La nueva generación llamado La Luz Interior, una sonda Bracewell transmite a la mente del capitán Picard los detalles de una civilización extinta.
- También en Star Trek, en la película Star Trek IV: El Viaje a Casa, se acerca a la Tierra una sonda Bracewell de una civilización no identificada, esta luego amenaza al planeta luego que no puede comunicarse con alguna ballena jorobada.
- Una sonda extraterrestre contacta a la estación espacial Babylon 5 en el episodio Un día en la contienda de la tercera temporada. La sonda es una sonda Bracewell, haciendo una serie de preguntas y ofreciendo nuevas tecnologías, medicinas y conocimiento científico en recompensa por responder las preguntas realizadas. Sin embargo, si la sonda recibe las respuestas correctas —comprobando así el nivel de avance tecnológico de la civilización contactada— la sonda detona con una potencia de 500 megatones, eliminado el planeta o instalación de dicha civilización. Esto lo hace más parecidad a una sonda berserker.
- Las sondas Bracewell en el juego de rol Fase Eclipse infectan a unas inteligencias artificiales sembradas creadas por la humanidad con un mortal virus informático.[3]